# Conservatorio Superior de Música de Málaga
El Conservatorio Superior de Música de Málaga es un centro educativo situado en el Campus de El Ejido de la ciudad de Málaga, España.
El conservatorio fue fundado en 1880, por iniciativa de la Sociedad Filarmónica de Málaga, siendo su primer Director el compositor Eduardo Ocón Rivas. Desde esa fecha, las actividades del conservatorio han estado centradas, además de la docencia, en la difusión de la música en la ciudad, contando entre ellas con la promoción de la creación de la Orquesta Sinfónica de Málaga en 1945, la Orquesta Filarmónica de Málaga en 1991 y diversos coros y agrupaciones de cámara.
El conservatorio malagueño ha cambiado de sede a lo largo de sus más de 100 años de existencia. Originalmente, estuvo ubicado en el antiguo convento franciscano de San Luis el Real, que posteriormente fue llamado Conservatorio de Música María Cristina (convento que hoy es la Sala María Cristina); entre otros lugares, hasta su traslado definitivo en 1971 a su sede actual.

## Alumni
- Rafael Aguirre
- Celso García Blanco
- Davinia Ballesteros
- Lola Godrid
- María Jesús González Pastor
- Francisco Martínez
- Antonio Manuel Martínez Heredia
- Ángel Luis Pérez Garrido
- Silvia Olivero
- Marco Socías
- Elisa Urrestarazu Capellán